# Rudraprayag

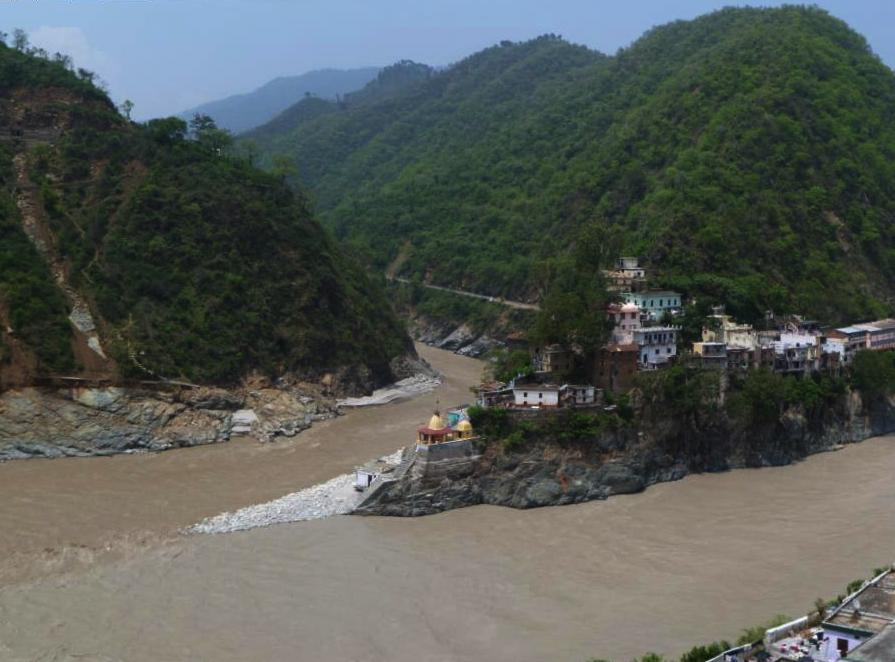
Floden Alaknanda (nederst) och floden Mandakini (överst) flyter samman i här i Rudraprayag.

Rudraprayag är en stad i den indiska delstaten Uttarakhand, och är huvudort för ett distrikt med samma namn. Folkmängden uppgick till 9 313 invånare vid folkräkningen 2011.